# Marc (mesura)
El marc era una unitat de massa per als metalls preciosos, habitual a Europa des de l'edat mitjana fins a la introducció del sistema mètric decimal, hi havia llocs, com és el cas de Barcelona o Mallorca on convivien els marcs monetaris amb els marcs dels argenters. De la paraula marc és deriva la denominació de les monedes que porten aquest nom.
En l'encunyació de monedes, es solia fixar el nombre de peces que s'havien d'extreure de cada marc, operació que en numismàtica rep el nom de talla, la qual permet obtenir el pes teòric de les monedes. Les maneres habituals d'indicar el nombre de peces a encunyar per cada marc era o bé el seu nombre absolut o bé en nombre de sous, la qual cosa suposa multiplicar per dotze la xifra, per exemple “onze sous per marc” equivalen a 132 peces.
Els marcs més antics es documenten a Colònia i Troyes dels que semblen derivar tots els altres; a Catalunya la primera referència es produeix en temps de Ramon Berenguer IV.
En general, el marc es dividia en 8 unces, a partir d'aquí les subdivisions eren variables, per exemple a Mallorca al segle xv, cada unça es dividia en 20 esterlins, altrament, i en tot cas amb la unificació monetària hispànica del segle xviii, en quatre quartes, que es dividia en 4 adarams i l'adaram en trenta-dos grans.
El pes del marc era variable segons els llocs, i en pocs casos podem saber el seu pes exacte que, molt sovint, s'ha de deduir pels pesos mitjans de les monedes en una conservació alta dels que tenguem constància de la talla, sempre tenint en compte la fiabilitat que cada període històric ofereix sobre el compliment de les característiques formals previstes en la moneda i, finalment, s'ha de considerar que es plausible una certa pèrdua de pes al llarg dels segles per desgast d'ús.
Per extensió, també rebia el nom de marc el pesal o conjunt de pesals per mesurar les transaccions, que també apareix com a peça heràldica en escuts de famílies com els March o els Mercader.

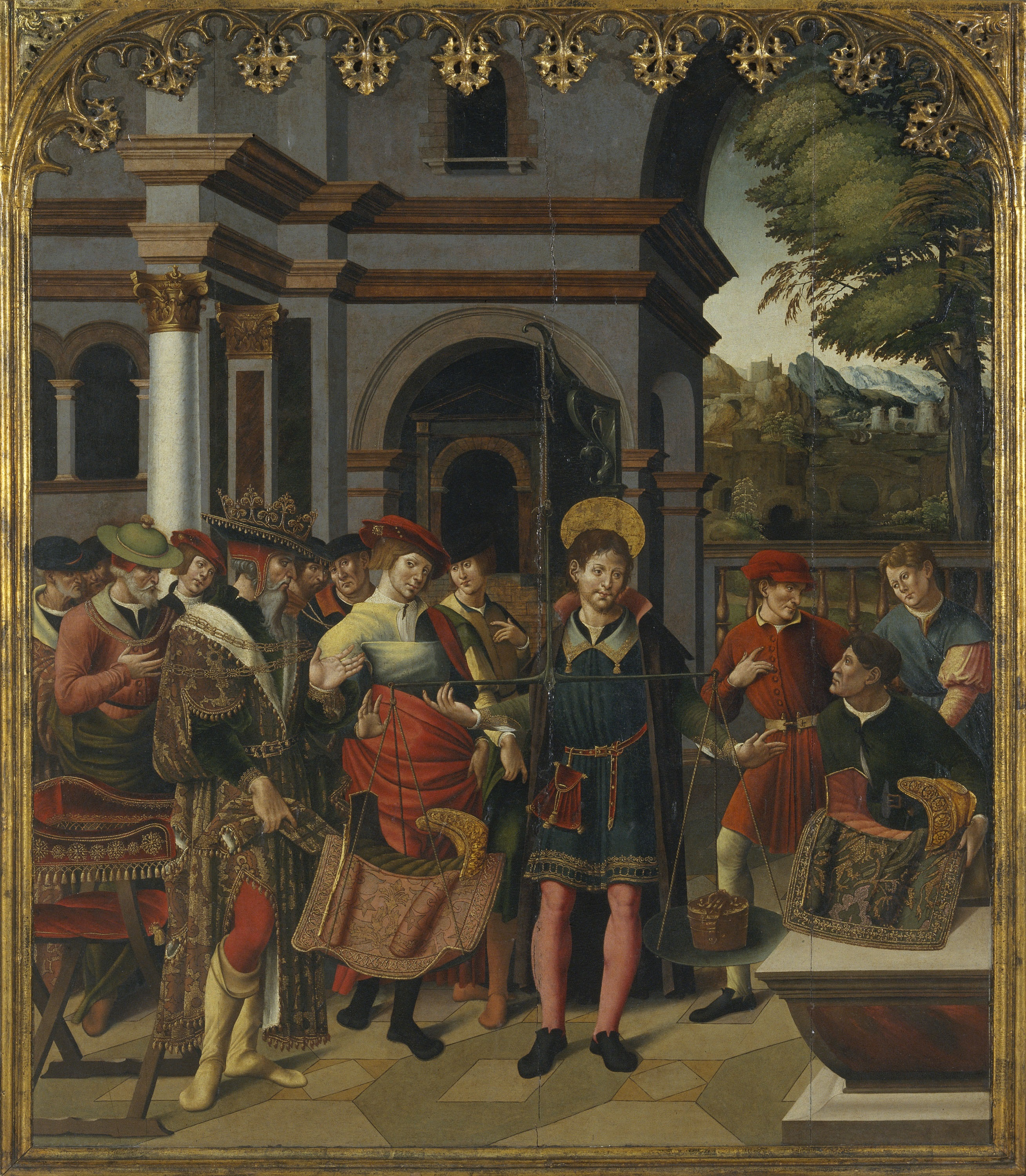
Sant Eloi pesa una sella amb l'ajuda d'un marc (pesal). Retaule de Sant Eloi dels Argenters, de Pere Nunyes (1526). Museu Nacional d'Art de Catalunya

## Marcs de pes conegut
- Marc de Colònia: 233,8123 g
- Marc de Cracòvia: 197,98 g
- Marc de Florència: 226,623
- Marc d'Holanda: 246.0839 g
- Marc de Montpeller: 239,12 g
- Marc de Nuremberg: 237,52 g
- Marc de París: 244.7529 g
- Marc de Portugal (modern): 229,5 g
- Marc de Prússia: 233.8555 g
- Marc de Toledo (primer marc castellà): 233,8 g, igual que el de Colònia.
- Marc de Praga: 253,17	g
- Segon marc de Castella, d'aplicació a totes les seques hispàniques (s. XVIII): 230,0465 g
- Marc de Viena: 280.668 g
- Marc de Würzburg: 238,62 g

## Marcs de pes deduït
- Marc de Barcelona: entre 233,571 i 234,27 g, un argenç i mig menys que el de Perpinyà.
- Marc de Mallorca: entre 236 g i el marc de Perpinyà i/o de Montpeller.
- Marc de Navarra: 244,75
- Marc de Perpinyà: entre 237,299 i 240,788 g, probablement igual que el de Montpeller.
- Marc de València: 237,278 g.